# كأس تونس 1970–71
كأس تونس لكرة القدم 1970-1971 هو الموسم رقم 16 منذ الاستقلال وال41 منذ إنشائه من كأس تونس لكرة القدم.

فاز بهذا الموسم النادي الرياضي الصفاقسي، وجاء ثانيا الترجي الرياضي التونسي.

## روابط خارجية
- الموقع الرسمي للجامعة التونسية لكرة القدم.